# Edwin Picon-Ackong
Edwin Sydney Picon-Ackong est un ancien arbitre de football mauricien, né le 4 novembre 1940.

## Carrière d'arbitre
Il a officié dans différentes compétitions : 
- CAN 1982 (1 match)
- Coupe du monde de football des moins de 20 ans 1985 (1 match).
- Coupe du monde de football de 1986 (1 match).